# Кавасіма Наоко
Кавасіма Наоко (7 квітня 1981) — японська синхронна плавчиня.
Срібна медалістка Олімпійських Ігор 2004 року, учасниця 2008 року.